# Лайсце
Лайсце (пол. Łajsce) — село в Польщі, у гміні Тарновець Ясельського повіту Підкарпатського воєводства.
Населення — 567 осіб (2011).

## Демографія
Демографічна структура станом на 31 березня 2011 року:
|          | Загалом | Допрацездатний вік | Працездатний вік | Постпрацездатний вік |
| -------- | ------- | ------------------ | ---------------- | -------------------- |
| Чоловіки | 280     | 71                 | 185              | 24                   |
| Жінки    | 287     | 62                 | 154              | 71                   |
| Разом    | 567     | 133                | 339              | 95                   |